# Władimir Pietrow (reżyser)
Władimir Michajłowicz Pietrow (ros. Влади́мир Миха́йлович Петро́в; ur. 10 lipca?/22 lipca 1896 w Petersburgu, zm. 7 stycznia 1966 w Moskwie) – radziecki reżyser i scenarzysta filmowy.
W 1918 ukończył studia teatralne we Francji. Po powrocie do kraju był początkowo asystentem Grigorija Kozincewa i Leonida Trauberga przy filmie Płaszcz. Ludowy Artysta ZSRR (1950). Czterokrotny laureat Nagrody Stalinowskiej. Został pochowany na Cmentarzu Nowodziewiczym w Moskwie.

## Wybrana filmografia
- 1934: Burza (Гроза)
- 1937–1938: Piotr I (Пётр Первый)
- 1943: Kutuzow (Кутузов)
- 1945: Grzesznicy bez winy (Без вины виноватые)
- 1949: Bitwa Stalingradzka (Сталинградская битва)[3]
- 1951: Drużyna (Спортивная честь)[4]
- 1952: Rewizor (Ревизор)[5]
- 1957: Pojedynek (Поединок)[6]
- 1959: W przededniu (Накануне)[1]